# Лемінг
Лемінг (Lemmus) — рід гризунів з триби лемінги (Lemmini Gray, 1825), що входить до підродини щурових (Arvicolinae) родини хом'якові (Cricetidae).

## Опис
Довжина голови й тулуба становить 10–13.5 см, а довжина хвоста — 18–26 мм. Вага коливається від 40 до 112 грамів. Тварини сірого або коричневого кольору. Їхня шерсть не змінює колір взимку; вона залишається коричневою та сірою.

## Спосіб життя
Lemmus зустрічаються переважно в тундрі або на високогір'ї. Чисельність популяцій може значно коливатися, і масові міграції справді відбуваються. Ця масова міграція, ймовірно, є джерелом міфу про те, що лемінги вчиняють масові самогубства. Вагітність триває 16–23 дні. Виводків 1–13 (в середньому 7). Молодняк досягає статевої зрілості через 14 днів. За сприятливих умов ці демографічні параметри сприяють справжньому вибуху чисельності популяції.

## Склад роду
У складі роду — 6 сучасних видів:
- Lemmus amurensis — Сибір
- лемінг норвезький (Lemmus lemmus) — Фінляндія, Норвегія, Кольський півострів, Швеція
- Lemmus nigripes (у т. ч. L. alascensis, L. flavescens, L. paulus) — Сибір, Аляска, Канада
- Lemmus novosibiricus — Сибір
- Lemmus sibiricus — Сибір
- Lemmus trimucronatus (лемінг канадський) — Аляска, Канада

## Родинні групи
Найближчими родами до лемінга є інші два роди з триби Lemmini:
- рід Synaptomys — «болотяні лемінги» (2 північноамериканські види)
- рід Myopus — «лісові лемінги» (1 євразійський вид)